# 32è Festival Internacional de Cinema de Moscou
El 32è Festival Internacional de Cinema de Moscou es va celebrar entre el 17 i el 26 de juny de 2010. El Jordi d'Or fou atorgat a la pel·lícula veneçolana Hermano dirigida per Marcel Rasquin.

## Jurat
- Luc Besson (França – President)
- Catalina Saavedra (Xile)
- Veit Heiduschka (Alemanya)
- Mariya Mironova (Rússia)
- Šarūnas Bartas (Lituània)

## Pel·lícules en competició
Les següents pel·lícules foren seleccionades per la competició:
| Títol original          | Director(s)                    | País de producció                           |
| ----------------------- | ------------------------------ | ------------------------------------------- |
| Der Albaner             | Johannes Naber                 | Alemanya, Albània                           |
| Hermano                 | Marcel Rasquin                 | Veneçuela                                   |
| Boxhagener Platz        | Matti Geschonneck              | Alemanya                                    |
| A la deriva             | Ventura Pons                   | Espanya                                     |
| Vorobey                 | Yuri Shiller                   | Rússia                                      |
| Denizden gelen          | Nesli Çölgeçen                 | Turquia                                     |
| Zemský ráj to napohled  | Irena Pavlásková               | Txèquia                                     |
| Cole                    | Carl Bessai                    | Canadà                                      |
| Utolsó jelentés Annáról | Márta Mészáros                 | Hongria                                     |
| Despre alte mame        | Mihai lonesku i Tiberiu Iordan | Romania                                     |
| Rozyczka                | Jan Kidawa-Błoński             | Polònia                                     |
| 'Stupki v Pyasuka       | Ivailo Hristov                 | Bulgària                                    |
| Der Kameramörder        | Robert-Adrian Pejo             | Àustria, Hongria, Suïssa                    |
| Gye-Mong Young-Hwa      | Dong-hoon Park                 | Corea del Sud                               |
| Ça commence par la fin  | Michael Cohen                  | França                                      |
| För kärleken            | Othman Karim                   | Suècia                                      |
| Besa                    | Srđan Karanović                | Sèrbia, Eslovènia, França, Hongria, Croàcia |

## Premis
- Jordi d'Or: Hermano de Marcel Rasquin
- Premi Especial del Jurat: Der Albaner de Johannes Naber
- Jordi de Plata:
  - Millor Director: Jan Kidawa-Błoński per Rozyczka
  - Millor Actor: Nik Xhelilaj per Der Albaner
  - Millor Actriu: Vilma Cibulková per Zemský ráj to napohled
- Jordi de Plata per la Millor Pel·lícula a la Competició Prospectiva: Rewers de Borys Lankosz
- Premi Especial per la contribució al món del cinema cinema: Claude Lelouch
- Premi Stanislavsky: Emmanuelle Béart